# EPSXe
ePSXeは、ソニー・コンピュータエンタテインメントのPlayStation用ソフトを、主にMicrosoft Windows上でプレイする為のゲームエミュレータ。後発のエミュレータより動作するソフトが圧倒的に多い。Ver1.9.25により、BIOSのエミュレート機能が導入され、ユーザーは実機から吸い出したBIOSを用意する必要がなくなった。しかし、以前と同様に実機のBIOSを導入することも可能である。PCの最新版は2016年にリリースされたVer2.0.5である。

## 特徴
数々の市販のROMを動作させることが可能である。またプラグイン方式を採用しており、利用しているパソコンに合わせて環境設定を行うことが出来る。設定次第ではPS実機よりも優れた解像度でゲームを実行することも可能である。また、サードパーティーによる提供ではあるが、PS特有のテクスチャの歪みを除去するプラグインも提供されている。

## 主な機能
多くの現行型エミュレータと同様に、ePSXeはGPU、SPU（サウンド）、およびCD-ROMドライブの機能をエミュレートするためにプラグイン方式を採用している。これはPSEmu Proにより確立された。ゲームを読み込む際には、コンピュータのCD-ROMドライブまたは、CDのイメージファイルを直接ハードディスクから読み込むことが可能である。
パッチ適用機能では、ユーザーがゲームにパッチを適用することができる。正常に動作しない、または全く動作しないゲームをパッチによって修復し、動作させることが可能である。パッチファイルは .ppf形式をサポートする。しかしバグを起こす全てのゲームのためにパッチがあるとは限らない。
PlayStationのBIOSの機能をエミュレートする他のエミュレータと違い、ePSXeはプレイステーション本体からダンプしたBIOSを使用する。このBIOSイメージファイルの著作権はソニー・コンピュータエンタテインメントのものであるため、インターネット上に配布をする行為、またダウンロードする行為は違法である。これらの理由からePSXeにBIOSイメージファイルは同封されておらず、自分でダンプする必要がある。バージョン1.9.25において、HLE BIOSのサポートが追加され、BIOSイメージがなくともゲームを起動させることが可能となった。

### プラグイン
GPU
グラフィック関連のプラグイン。多くのGPUプラグインはDirect3D、OpenGL、Glide APIのいずれかで動作し、多くはフリーウェア、オープンソースで利用できる。
SPU
サウンド関連のプラグイン。SPUプラグインは、プラグインの設定に応じてBGMや効果音のエミュレートをすることが出来る。
CD-ROM
ゲームを読み込むためのプラグイン。このプラグインはePSXeに初めから同封されている。サードパーティの多くは、CD-ROMの読み込みを7種類までエミュレートすることが可能である。
Input
コントローラー関連のプラグイン。同封のプラグインでも十分であるが、他にもより多くの機能を持つプラグインも存在する。

### 互換性
ePSXeは多くのプレイステーションのゲームが動作する。 しかし多くの試行錯誤と設定の変更なしに完璧に動作するゲームはない。 ゲームが正常に動作しない場合は、利用可能なパッチを適用することで、正常動作をするものもある。

## 推奨動作環境

### PCバージョン
- CPU: 800MHz以上のCPU（推奨: デュアルコア搭載CPU)
- RAM: 256MB RAM　(推奨: 512MB RAM)
- ビデオカード: DirectX 8.0、OpenGL 1.0をサポートするビデオカード（推奨: OpenGL 2.0)
- OS: Windows, MacOS, Linux
- CD-ROM: 16x　もしくはそれ以上（任意）

### Androidバージョン
- CPU: ARMもしくはx86 (Intel Atom)
- OS: Android 2.2以降